# Saah (Einheit)
Die (der) Saah, auch Saa, war ein Volumenmaß in Algier und als Getreidemaß in Anwendung. Datteln wurden nur im Kleinhandel nach diesem  Maß vertrieben. Das Maß konnte  in ½, ¼ oder ⅓ geteilt werden und wurde gehäuft genommen. Ab 1832 wurde gestrichen der Saah verwendet und hatte nun 58 Liter. 
- 1 Saah = 60 Liter
- 1 Tultia = 8 Saah = 480 Liter[2]

Die türkische Maßvariante mit 120 Liter war doppelt so groß, da die türkische Regierung den Saah von Constantine, der 60 Liter mehr war als der algierische, gesetzlich festlegte. Unter französischer Verwaltung hatte der Saah aus steuerrechtlichen Gründen in Constantine 145 Liter.
Das Maß war auch für das Feldmaß Supschah größenbestimmend. Mit 23 Saah Getreide ließ sich eine Fläche von 18 ⅔ Arpents de Paris oder etwas mehr als 6 Hektar bestellen. Der alte Arpent war mit 75 Liter bestellbar.